# Isotopenfraktionierung
Als Isotopenfraktionierung bezeichnet man die Verschiebung der Häufigkeit der Isotope eines Elements, hervorgerufen durch physikalisch/chemische Prozesse. Fraktionierung ist thermodynamisch und damit temperaturabhängig.

## Überblick
Der Fraktionierungsfaktor {\displaystyle \alpha } errechnet sich als Verhältnis der Isotope zweier Proben Rx und Ry, beispielsweise für Sauerstoffisotope in Wasser:
{\displaystyle \alpha =R_{x}/R_{y}=(^{18}O/^{16}O)_{\text{Wasser}}/(^{18}O/^{16}O)_{\text{Wasserdampf}}}
Es gibt noch weitere Werte, die als Maß des Gleichgewichtsgrades verwendet werden: die Separation oder Isotopendifferenz ({\displaystyle \delta }), der Anreicherungsfaktor (E), sowie der Wert {\displaystyle 10^{3}\ln(\alpha )}. Alle diese Werte geben das Verhältnis von Isotopenkonzentrationen an. Für geringe Abweichungen von der Referenz können alle Werte verwendet werden. Die Separation und der Anreicherungsfaktor sind allerdings Annäherungen, das heißt, bei großen Abweichungen von der Referenz sollten die anderen Werte verwendet werden.
Unterschieden werden massenabhängige und massenunabhängige Isotopenfraktionierung.
Bei der massenabhängigen Isotopenfraktionierung ist die Änderung des Häufigkeits-Verhältnisses zweier Isotope desselben Elements abhängig (in erster Näherung linear) von der Massendifferenz der Isotope. Dies ist z. B. bei kinematischen Prozessen wie der Diffusion der Fall. So diffundieren etwa leichtere Isotope schneller durch eine poröse Membran aus einem gegebenen Volumen heraus als schwerere Isotope desselben Elements. In einem Dreiisotopendiagramm liegen Proben, welche eine gemeinsame Herkunft, aber unterschiedlich starke massenabhängige Isotopenfraktionierung erfahren haben, auf einer Fraktionierungslinie.
Bei der selteneren massenunabhängigen Isotopenfraktionierung kann die Häufigkeit eines oder mehrerer Isotope eines Elements unabhängig von der Masse gegenüber den anderen Isotopen verändert sein. Massenunabhängige Isotopenfraktionierung kommt bei einigen photochemischen Prozessen in der oberen Atmosphäre vor. So haben M. H. Thiemens und I. E. Heidenreich massenunabhängige Isotopenfraktionierung bei der Ozonbildung demonstriert.

## Anwendungen
Technisch bedeutend ist die Isotopenfraktionierung z. B. bei der Uran-Anreicherung. Die Untersuchung der Isotopenfraktionierung spielt außerdem eine Rolle in der Forensik, so etwa bei der Untersuchung der Herkunft und Reinheit von Nahrungsinhaltsstoffen oder der Doping-Kontrolle im Sport.
Der Nachweis von Isotopenfraktionierung wird darüber hinaus im Umweltbereich in der Analyse der Herkunft (Verursachersuche) und der Abbauvorgänge (Natürliche Attenuation) in kontaminiertem Grundwasser verwendet. In den Geowissenschaften wird die Si-Isotopenfraktionierung weiterhin als Werkzeug für die Rekonstruktion biogeochemischer Stoffkreisläufe in der Erdgeschichte eingesetzt. Diese Methode gehört zu den sogenannten „nicht-traditionellen“ stabilen Isotopensystemen (Mg, Ca, Si, Ti, Cr, Fe, Cu, Zn, Mo, Tl).
Isotopenuntersuchungen wie beispielsweise Δ18O oder Δ13C gehören zu den wichtigsten Verfahren der Paläoklimatologie. Mit ihnen lassen sich z. B. Durchschnittstemperaturen rekonstruieren, aber auch umfangreiche Kohlenstoff-Einträge in die Umwelt nachweisen, die organischen Ursprungs waren.
Auch in der Archäologie haben sich Verfahren entwickelt, die mit Isotopenuntersuchungen Aussagen über Herkunft (bzw. Migration und Mobilität) mit Sauerstoffisotopenanalyse und/oder Strontiumisotopenanalyse und Ernährung mit Kohlenstoffisotopenanalyse (C4-Pflanzen-basierte oder C3-Pflanzen-basierte Ernährung, Einfluss von lakustriner oder mariner Ernährung) und/oder Stickstoffisotopenanalyse (Verfolgung der Trophiestufe: herbi-, omni- und carnivore, sowie marine Ernährungsweise) treffen.